# Dinggong
Koordinaten: 36° 56′ 45″ N, 117° 50′ 52,1″ O
Dinggong (chinesisch 丁公遗址, Pinyin Dīnggōng yízhǐ) ist eine neolithische Stätte der Longshan-Kultur im Kreis Zouping der chinesischen Provinz Shandong.
Die Dinggong-Stätte steht seit 2001 auf der Liste der Denkmäler der Volksrepublik China (5-60).